# Șelimbăr
Șelimbăr – wieś w Rumunii, w okręgu Sybin, w gminie Șelimbăr. W 2011 roku liczyła 4180 mieszkańców.